# Markus Weissenberger
 Markus Weissenberger  és un futbolista austríac. Va jugar al LASK Linz austríac.